# Lista de prefeitos de Andrelândia

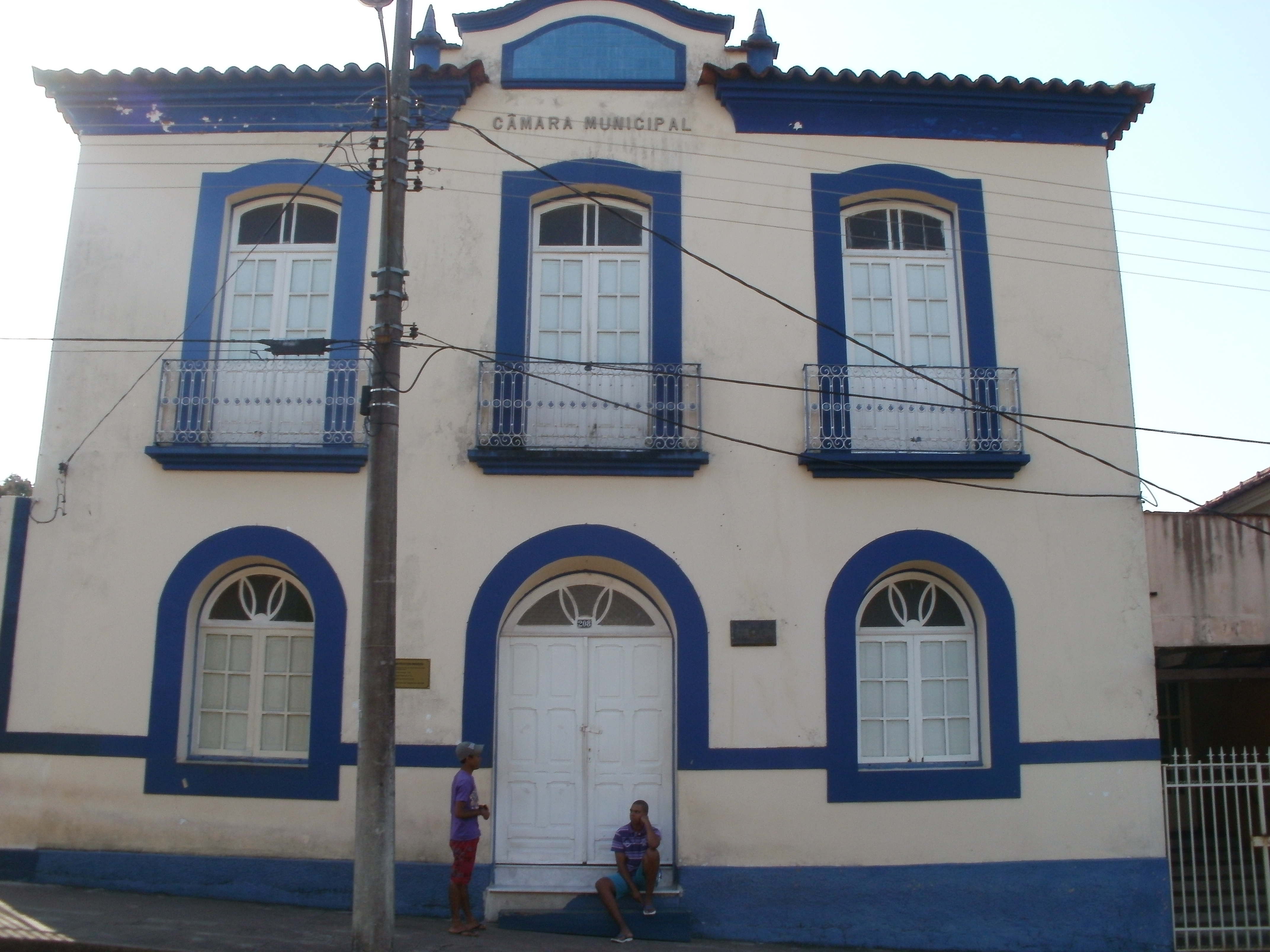
Sede da Prefeitura e da câmara municipal.

Esta é a lista de prefeitos do município de Andrelândia, estado brasileiro de Minas Gerais.
De acordo com a Constituição de 1988, Andrelândia está localizada em uma república federativa presidencialista. Foi inspirada no modelo estadunidense, no entanto, o sistema legal brasileiro segue a tradição romano-germânica do Direito positivo. A administração municipal se dá pelo poder executivo e pelo poder legislativo.
Antes de 1930 os municípios eram dirigidos pelos presidentes das câmaras municipais, também chamados de agentes executivos. Somente após a Revolução de 1930 é que foram separados os poderes municipais em executivo e legislativo. Em 14 mandatos 16 prefeitos passaram pela prefeitura. Nos últimos anos o cargo foi ocupado por Samuel Isac Fonseca, do PSDB, eleito nas eleições municipais no Brasil em 2008  com 60,71% dos votos válidos (4 624 votos) e reeleito nas eleições de 2012 com 45,02% das intenções (3 392 votos). Por ter menos de 200 mil eleitores o município não teve segundo turno.
O poder legislativo é constituído pela câmara, composta por nove vereadores eleitos para mandatos de quatro anos (em observância ao disposto no artigo 29 da Constituição) e está composta da seguinte forma: três cadeiras do Partido da Social Democracia Brasileira (PSDB), duas do Partido Trabalhista Brasileiro (PTB), duas cadeiras do Partido dos Trabalhadores (PT); uma cadeira do Partido do Movimento Democrático Brasileiro (PMDB); e uma do Partido Verde (PV). Cabe à casa elaborar e votar leis fundamentais à administração e ao Executivo, especialmente o orçamento participativo (Lei de Diretrizes Orçamentárias). O município de Andrelândia se rege por uma lei orgânica, que foi revisada para adaptação à Emenda Constitucional nº. 101 de 2000. A cidade é ainda a sede de uma Comarca. De acordo com o TRE-MG (Tribunal Regional Eleitoral de Minas Gerais), o município possuía em 2006 9 315 eleitores.
Na história política do município, se destacaram dois partidos locais: "Veados" e "Caranguejos" A rivalidade política entre eles em Andrelândia já ultrapassou um século de existência e mantém-se viva no espírito da maioria dos andrelandenses. Suas origens estão intimamente relacionadas com dois grandes vultos da história: coronel José Bonifácio de Azevedo por um lado e Visconde de Arantes por outro.
Visconde de Arantes foi por muito tempo o chefe absoluto e incontestável do Turvo, contando com a totalidade de seu eleitorado. Em 1887 surgiram os primeiros rebeldes e a primeira subtração em seus votos. Em 1890 apareceram contra o Visconde centenas de votos, a segunda e mais significativa subtração. Em 1894 os adeptos do PRT superaram em número os adeptos do Partido do Visconde. A tradição diz que um dos maiorais da facção do Visconde, inconformado com esta derrota, fez em público a seguinte observação: "Não é possível nossos votos terem diminuído tanto! Andamos para trás! Parecemos Caranguejos!". Este fato foi glosado com humor nos jornais da época. Por outro lado, os membros do PRT comemoravam euforicamente a votação maciça que conseguiram obter. Um verdadeiro pulo, como dá o veado, veloz cervídeo, quando está sendo perseguido. Em 1889 José Bonifácio de Azevedo, João Zuquim de Figueiredo Neves e José Ribeiro Salgado, três dos maiorais do PRT, fundaram na Fazenda Bahia, município do Turvo, a segunda fábrica de manteiga do Brasil, que intitulou-se "Fábrica de Manteiga Veado - Azevedo & Cia", fato que veio alicerçar a alcunha dos adeptos do partido do Coronel José Bonifácio.
Ainda hoje, embora existam no município inúmeros partidos políticos de siglas imponentes, nas eleições municipais eles formam irredutivelmente dois blocos: o dos "veados" e o dos "caranguejos", que se rivalizam de maneira implacável. Tal luta, no entanto, há tempos perdeu o sentido, porque sendo Andrelândia uma cidade sem grandes recursos, a divisão de sua comunidade acaba por fadá-la à estagnação e ao retrocesso.

| Nº | Nome                                             | Imagem                | Partido | Início do mandato       | Fim do mandato                          | Observações |
| 1  | José Gustavo Alves                               |                       | AL      | 9 de outubro de 1930    | 4 de janeiro de 1948                    | Prefeito nomeado |
| 2  | Simplício Dias Nascimento                        |                       | PSD     | 5 de janeiro de 1948    | 30 de janeiro de 1951                   | Prefeito eleito em sufrágio universal                                                                                              |
| 3  | Padre Jaime Salgado Pereira                      |                       | UDN     | 31 de janeiro de 1951   | 30 de janeiro de 1955                   | Prefeito eleito em sufrágio universal                                                                                              |
| 3  | Benedito Silva                                   |                       | PSD     | 31 de janeiro de 1955   | 30 de janeiro de 1959                   | Prefeito eleito afastado duas vezes por motivo de doença, sendo substituído pelo Vice-prefeito                                     |
| 4  | Raul de Andrade Carvalho                         |                       | UDN     | 31 de janeiro de 1959   | 31 de janeiro de 1963                   | Prefeito eleito em sufrágio universal                                                                                              |
| 5  | José Fernando de Azevedo Rezende                 |                       | ARENA   | 1° de fevereiro de 1963 | 31 de janeiro de 1967                   | Prefeito eleito em sufrágio universal                                                                                              |
| 6  | José Maria Meireles de Carvalho                  |                       | ARENA   | 1° de fevereiro de 1967 | 31 de janeiro de 1971                   | Prefeito eleito em sufrágio universal                                                                                              |
| 7  | Raul de Andrade Carvalho                         |                       | ARENA   | 1° de fevereiro de 1971 | 31 de janeiro de 1973                   | Prefeito eleito em sufrágio universal                                                                                              |
| 8  | Edson de Rezende Meireles                        |                       | ARENA   | 1º de fevereiro de 1973 | 31 de janeiro de 1977                   | Prefeito eleito em sufrágio universal                                                                                              |
| 9  | José Maria Meireles de Carvalho                  |                       | PDS     | 1º de fevereiro de 1977 | 31 de janeiro de 1983                   | Prefeito eleito em sufrágio universal                                                                                              |
| 10 | Walter Octacílio Silva                           |                       | PMDB    | 1º de fevereiro de 1983 | 31 de dezembro de 1988                  | Prefeito eleito em sufrágio universal do qual parte do mandato foi substituído por Manoel Ferreira Fernandes por motivos de doença |
| 11 | José Eduardo Cardoso                             |                       | PMDB    | 1º de janeiro de 1989   | 31 de dezembro de 1992                  | Prefeito eleito em sufrágio universal                                                                                              |
| 12 | Walter Otacílio Silva Júnior                     |                       | PMDB    | 1º de janeiro de 1993   | 31 de dezembro de 1996                  | Prefeito eleito em sufrágio universal                                                                                              |
| 13 | Alfredo Rezende Salgado                          |                       | PMDB    | 1º de janeiro de 1997   | 31 de dezembro de 2000                  | Prefeito eleito em sufrágio universal                                                                                              |
| 14 | Francisco Carlos Rivelli                         |                       | PSDB    | 1º de janeiro de 2001   | 31 de dezembro de 2004                  | Prefeito eleito em sufrágio universal                                                                                              |
| 14 | Francisco Carlos Rivelli                         | 1º de janeiro de 2005 | PSDB    | 31 de dezembro de 2008  | Prefeito reeleito em sufrágio universal | |
| 15 | Isac Fonseca                                     |                       | PSDB    | 1º de janeiro de 2009   | 31 de dezembro de 2012                  | Prefeito eleito em sufrágio universal                                                                                              |
| 15 | Isac Fonseca                                     | 1º de janeiro de 2013 | PSDB    | 31 de dezembro de 2016  | Prefeito reeleito em sufrágio universal | |
| 16 | Francisco Carlos Rivelli, Cacau                  |                       | PV      | 1° de janeiro de 2017   | 31 de dezembro de 2020                  | Prefeito eleito em sufrágio universal                                                                                              |
| 16 | Francisco Carlos Rivelli, Cacau                  | 1° de janeiro de 2021 | PV      | 31 de dezembro de 2024  | Prefeito reeleito em sufrágio universal | |
| 17 | Francisco Reginaldo Nogueira, Reginaldo da Areia |                       | PSD     | 1° de janeiro de 2025   | Atualidade                              | Prefeito eleito em sufrágio universal                                                                                              |